# Драгобраште
Драго́браште (мак. Драгобраште) — село у Північній Македонії, яке входить до общини Виниця, що в Східному регіоні країни.
Громада складається з — 392 осіб (перепис 2002) і всі македонці. Село розкинулося в низовині (середні висоти — 550 метрів) яку македонці називають Кочанська низовина.